# Clarissa Santos
Clarissa Cristina dos Santos -conocida como Clarissa o Clarissa Santos- (Río de Janeiro, 10 de marzo de 1988) es una jugadora brasileña de baloncesto que ocupa la posición de pívot.
Fue parte de la Selección femenina de baloncesto de Brasil con la que alcanzó la medalla de bronce en los Juegos Panamericanos de 2011 en Guadalajara, México; además, fue campeona del campeonato preolímpico realizado en Colombia el año 2011. Fue seleccionada del equipo olímpico que asistió a los Juegos Olímpicos de Londres 2012.

## Estadísticas en competencias FIBA
| Año            | Competencia                           | PPJ  | RPJ | APJ |
| -------------- | ------------------------------------- | ---- | --- | --- |
| 2012           | Juegos Olímpicos                      | 12,6 | 9   | 1   |
| 2011           | Campeonato femenino FIBA Américas     | 6,3  | 2,7 | 0,7 |
| 2007           | Campeonato femenino FIBA Américas U19 | 9,1  | 6,4 | 0,1 |
| 2007           | Campeonato mundial femenino FIBA U21  | 1,5  | 2,5 | 0,2 |
| Promedio total | Promedio total                        | 7,4  | 5,2 | 0,5 |
| Fuente: FIBA.  |                                       |      |     |     |